# Tigrisoma
Tigrisoma és un gènere d'ocells de la família dels ardèids (Ardeidae) que habita les àrees humides de la zona neotropical. Són coneguts com a agrons tigrats. Se n'han descrit tres espècies:
- martinet tigrat rogenc (Tigrisoma lineatum).
- martinet tigrat fosc (Tigrisoma fasciatum).
- martinet tigrat gorjagroc (Tigrisoma mexicanum).